# Assassinato de Jamal Khashoggi

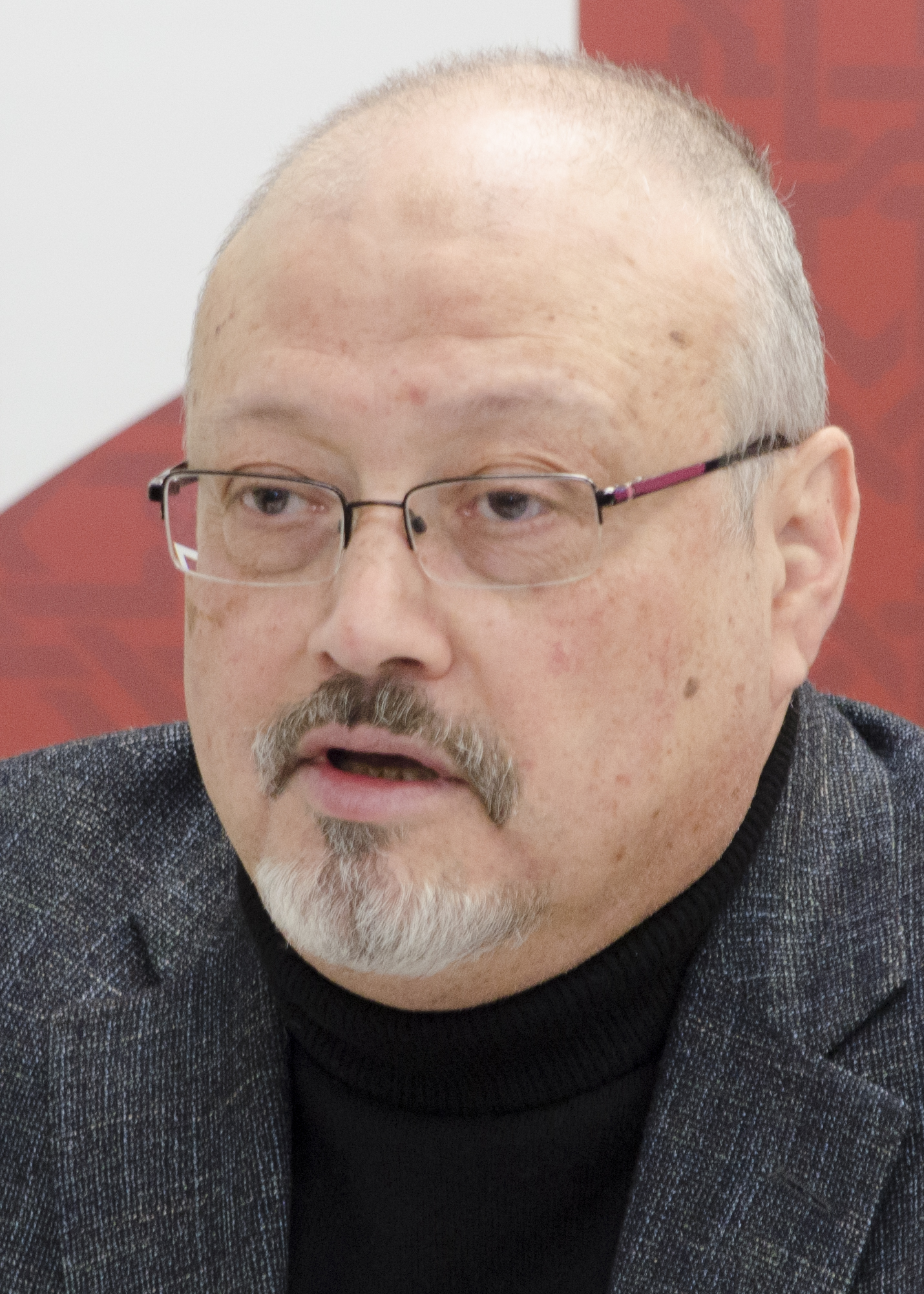
Jamal Khashoggi em março de 2018.

O assassinato de Jamal Khashoggi, dissidente saudita, jornalista do The Washington Post e ex-gerente geral e editor-chefe do Al-Arab News Channel, ocorreu em 2 de outubro de 2018 no consulado saudita em Istambul, quando esse foi perpetrado por agentes do governo saudita. A causa exata de sua morte é desconhecida, pois seu corpo não foi localizado ou examinado. Oficiais do governo de vários países, incluindo Arábia Saudita, Turquia, Reino Unido, França e Alemanha, acreditam que Khashoggi foi assassinado. A Turquia, em particular, acredita que foi assassinato premeditado, e autoridades sauditas anônimas admitiram que agentes afiliados ao governo saudita o mataram.
A família real saudita negou ter ordenado ou sancionado o assassinato. Em 31 de outubro, o promotor-chefe de Istambul divulgou uma declaração afirmando que Khashoggi havia sido estrangulado assim que ele entrou no edifício do consulado e que seu corpo foi desmembrado e descartado. Em 15 de novembro de 2018, a promotoria saudita disse que onze cidadãos sauditas foram indiciados e acusados de assassinar Khashoggi e que cinco deles poderiam enfrentar a pena de morte, uma vez que foi determinado que eles estavam diretamente envolvidos na "ordenação e execução do crime". Embora as autoridades sauditas continuem negando que a família real saudita tenha participado, ordenado ou sancionado o assassinato, há evidências de que o príncipe herdeiro saudita Mohammad bin Salman estava envolvido.
As autoridades turcas divulgaram uma gravação em áudio do assassinato de Khashoggi, que alegava conter evidências de que Khashoggi havia sido assassinado por ordem de Mohammed bin Salman. Vários dias depois, em 16 de novembro de 2018, membros da Agência Central de Inteligência (CIA) que analisaram internamente várias fontes de inteligência concluíram que Mohammed bin Salman ordenou o assassinato de Khashoggi. Em 20 de novembro de 2018, o presidente dos Estados Unidos, Donald Trump, contestou a avaliação da CIA e declarou que a investigação da morte de Khashoggi precisava continuar. Muhammad Bin Salman negou ter ordenado o assassinato de Khashoggi, mas aceitou a responsabilidade devido ao assassinato ocorrido sob sua guarda. Em 23 de dezembro de 2019, cinco pessoas foram condenadas à morte pelo assassinato de Khashoggi por um tribunal na Arábia Saudita. Três outros receberam sentenças de prisão e três foram absolvidos.